# Кавану, Режин
Режи́н Кавану́ (фр. Régine Cavagnoud, 27 июня 1970, Тон, регион Рона — Альпы, Франция — 31 октября 2001, Инсбрук, Австрия) — французская горнолыжница, чемпионка мира 2001 года в супергиганте, многократная победительница этапов Кубка мира.

## Спортивная карьера
Карьера Кавану была омрачена многочисленными травмами и первую победу на этапах Кубка мира Режин одержала лишь в январе 1999 года, в 28-летнем возрасте. Её победа на трассе скоростного спуска в итальянском Кортина-д’Ампеццо стала первой победой француженок в этой дисциплине за 17 лет. За последующие 2 года Режин выиграла ещё 7 этапов Кубка мира: скоростной спуск — 2, супергигант — 4, гигантский слалом — 1.
Вершиной карьеры Кавану стала победа в супергиганте на чемпионате мира 2001 года в австрийском Санкт-Антоне, где Режин на 5 сотых опередила двукратную чемпионку мира в этой дисциплине Изольду Костнер и на 8 сотых Хильде Герг.
В 2000 и 2001 годах Кавану занимала третье место в общем зачёте Кубка мира по итогам сезона, а в 2001 году выиграла зачёт супергиганта.
Кавану трижды подряд участвовала в Олимпийских играх (1992, 1994 и 1998). Её лучшим результатом стало 7-е место в скоростном спуске в Нагано в 1998 году.

## Гибель
27 октября 2001 года на первом этапе Кубка мира в австрийском Зёльдене Кавану заняла третье место в гигантском слаломе.
29 октября 2001 года в австрийском Питцале во время тренировки Кавану врезалась в немецкого горнолыжного тренера Маркуса Анвандера (нем. Markus Anwander) и получила ряд серьёзных травм головы. Режин на вертолёте была эвакуирована в университетский госпиталь Инсбрука, где скончалась от полученных травм 2 дня спустя. Смерть Кавану стала первой гибелью горнолыжника на трассе с 1994 года, когда в немецком Гармиш-Партенкирхене разбилась другая чемпионка мира в супергиганте австрийка Ульрике Майер.
Режин Кавану была похоронена в родной деревне Ла Клюза во французских Альпах.
Золото Режин Кавану в супергиганте в Санкт-Антоне в 2001 году на данный момент остаётся единственным золотом француженок в супергиганте.

## Результаты на крупнейших соревнованиях

### Зимние Олимпийские игры
| Олимпийские игры | Скоростной спуск | Супергигант | Гигантский слалом | Слалом | Комбинация |
| ---------------- | ---------------- | ----------- | ----------------- | ------ | ---------- |
| 1992 Альбервиль  | 17               | 26          | —                 | —      | 10         |
| 1994 Лиллехаммер | 26               | 11          | 18                | —      | —          |
| 1998 Нагано      | 7                | 16          | —                 | —      | —          |

### Чемпионаты мира
| Чемпионат мира       | Скоростной спуск          | Супергигант               | Гигантский слалом         | Слалом                    | Комбинация                |
| -------------------- | ------------------------- | ------------------------- | ------------------------- | ------------------------- | ------------------------- |
| 1991 Зальбах         | —                         | 12                        | —                         | —                         | 10                        |
| 1993 Мориока         | 11                        | 16                        | —                         | —                         | —                         |
| 1996 Сьерра-Невада   | 26                        | 25                        | —                         | —                         | —                         |
| 1997 Сестриере       | 26                        | 21                        | —                         | —                         | —                         |
| 1999 Вейл/Бивер-Крик | не выступала из-за травмы | не выступала из-за травмы | не выступала из-за травмы | не выступала из-за травмы | не выступала из-за травмы |
| 2001 Санкт-Антон     | 12                        | 1                         | 17                        | —                         | —                         |

### Кубки мира
- Супергигант — 2000/01

### Победы на этапах Кубка мира (8)
| № | Сезон   | Дата        | Место             | Дисциплина           |
| - | ------- | ----------- | ----------------- | -------------------- |
| 1 | 1998/99 | 21 янв 1999 | Кортина-д’Ампеццо | Скоростной спуск     |
| 2 | 1998/99 | 23 янв 1999 | Кортина-д’Ампеццо | Супергигант          |
| 3 | 1999/00 | 19 ноя 1999 | Коппер Маунтин    | Гигантский слалом    |
| 4 | 1999/00 | 22 янв 2000 | Кортина-д’Ампеццо | Скоростной спуск (2) |
| 5 | 1999/00 | 15 мар 2000 | Бормио            | Скоростной спуск (3) |
| 6 | 2000/01 | 6 дек 2000  | Валь-д’Изер       | Супергигант (2)      |
| 7 | 2000/01 | 13 янв 2001 | Хаус              | Супергигант (3)      |
| 8 | 2000/01 | 20 янв 2001 | Кортина-д’Ампеццо | Супергигант (4)      |